# Eudice Chong
Eudice Chong (New York, 22 aprile 1996) è una tennista hongkonghese.
Nel giugno del 2018 si è diplomata nella Division III della Wesleyan University in Connecticut dove diventa la prima giocatrice della storia della NCAA a vincere quattro titoli nazionali in singolare consecutivamente in qualsiasi divisione collegiale, uomo o donna.
Ai giochi di Tennis alla XXX Universiade tenutosi a Napoli, in Italia, nel 2019, Chong ha conquistato la medaglia di bronzo nel singolare femminile e nel doppio femminile. Inoltre, è diventata la prima tennista proveniente da Hong Kong a vincere una medaglia in singolare e la prima a conquistarne ben due durante la stessa Universiade.

## Biografia
Chong è nata a Long Island, nello stato di New York. All'età di tre anni, la sua famiglia fa ritorno ad Hong Kong dove prendono forma i suoi anni scolastici e i suoi primi allenamenti di tennis. Ha iniziato ad avere il suo primo approccio con lo sport frequentando delle lezioni private una volta a settimana in un tennis club locale, ma il suo entusiasmo esce fuori dal momento in cui il suo allenatore la selezione per l'organizzazione di tennis con la HKTA. Ha iniziato a competere nei tornei della Junior Novice nel 2006 ed ha vinto il Comp 3 under-10 e il Comp 4 under-12 nel singolare, prima di partecipare alle prove dei Talent Group che le garantiscono una selezione.
Ha poi vinto il torneo di singolare under-12 alla Hong Kong National Junior Tennis Championships nel 2008 sconfiggendo Caroline Lampl, tre voltre vincitrice della NCAA championships con la Stanford University. All'età di sedici anni, Chong conquista l'Hong Kong National Junior Tennis Championships under-18 nel 2012 nel singolare. Nel 2010 e 2011, ha vinto in successione il CRC Open 18 & Under School Girls' Open Singles Championship. Viene selezionata a rappresentare il suo Paese negli eventi under-14 della WJT nel 2010 e 2011, e nelle competizioni under-16 Junior Fed Cup competitions nel 2012 e 2013. Avendo come priorità le attività accademiche, Chong compete limitatamente nei tornei dell'ITF Junior Circuit ma ciò nonostante conquista due titoli in singolare e sette titoli in doppio e raggiunge la posizione numero 200 mondiale, il 6 gennaio 2014.
Nel 2020, Chong è una delle due sportive donne locali ad essere presentate nella rivista della Prestige Hong Kong.

## Carriera
Eudice Chong ha vinto 6 titoli in singolare e 33 titoli in doppio nel circuito ITF in carriera. Il 26 dicembre 2022 ha raggiunto il best ranking in singolare raggiungendo la 213ª posizione mondiale, mentre il 14 novembre 2022 ha raggiunto la 134ª posizione in doppio.
Fa parte della squadra hongkonghese di Fed Cup compiendo il suo debutto nel 2012, dove ha un bilancio complessivo di 25 vittorie e 11 sconfitte.
Ha fatto il suo debutto nel circuito maggiore all'Hong Kong Open 2016, grazie ad una wildcard per le qualificazioni, dove batte a sorpresa al primo turno la decima testa di serie Shūko Aoyama, per poi essere sconfitta nel turno decisivo dalla ceca Tereza Martincová. Nel 2018, accede al suo primo tabellone principale sempre grazie ad una wildcard nel torneo casalingo Prudential Hong Kong Tennis Open, eliminata all'esordio dalla statunitense Christina McHale in tre parziali.
Nei tornei del Grand Slam, è stata eliminata nel primo turno delle qualificazioni agli Australian Open 2023 dalla canadese Carol Zhao.
Riceve una wildcard per il main draw del Prudential Hong Kong Tennis Open 2023, compiendo il suo debutto, dove è stata sconfitta dall'australiana Priscilla Hon in due set, dopo aver avuto un break di vantaggio nel secondo. Viene premiata dal torneo casalingo anche nell'edizione del Prudential Hong Kong Tennis Open 2024, e curiosamente ritrova al primo turno di nuovo Hon, e come l'anno precedente l'incontro va all'australiana in due parziali.
Durante il Thailand Open 2 2024, Eudice raggiunge la prima finale WTA della carriera in doppio insieme alla giapponese Moyuka Uchijima, dove sono state sconfitte nell'incontro decisivo dalla kazaka Anna Danilina e dalla russa Irina Chromačëva con il punteggio di 4-6, 5-7.

## Statistiche WTA

### Doppio

#### Sconfitte (1)
| Legenda              |
| -------------------- |
| Grande Slam (0)      |
| Argenti Olimpici (0) |
| WTA Finals (0)       |
| WTA Elite Trophy (0) |
| Dal 2021             |
| WTA 1000 (0)         |
| WTA 500 (0)          |
| WTA 250 (1)          |

| N. | Data              | Torneo                   | Superficie | Compagna        | Avversarie in finale           | Punteggio |
| 1. | 22 settembre 2024 | Thailand Open 2, Hua Hin | Cemento    | Moyuka Uchijima | Anna Danilina Irina Chromačëva | 4-6, 5-7  |

## Statistiche ITF

### Singolare

#### Vittorie (6)
| Torneo $100.000 (0) |
| Torneo $80.000 (0)  |
| Torneo $75.000 (0)  |
| Torneo $60.000 (0)  |
| Torneo $50.000 (0)  |
| Torneo $40.000 (1)  |
| Torneo $25.000 (2)  |
| Torneo $15.000 (3)  |
| Torneo $10.000 (0)  |

| N. | Data             | Torneo                                             | Superficie  | Avversaria in finale | Punteggio        |
| 1. | 9 luglio 2017    | Hotspring Peninsula ITF Women's Circuit, Anning    | Terra rossa | Zhang Ling           | 6-4, 4-6, 6-3    |
| 2. | 15 luglio 2018   | ITF Women's Circuit Hong Kong, Hong Kong           | Cemento     | Sakura Hosogi        | 6-0, 4-6, 6-3    |
| 3. | 26 dicembre 2021 | Magic Hotel Tours, Monastir                        | Cemento     | Sofia Costoulas      | 3-6, 6-4, 7-6(5) |
| 4. | 17 aprile 2022   | Nottingham Tennis Centre, Nottingham               | Cemento     | Jana Fett            | 6-2, rit.        |
| 5. | 9 giugno 2024    | Montemor Ladies Open, Montemor-o-Novo              | Cemento     | Gabriela Knutson     | 3-6, 6-2, 6-1    |
| 6. | 7 luglio 2024    | ITF World Tennis Tour Women's Hong Kong, Hong Kong | Cemento     | Yao Xinxin           | 6-3, 6-3         |

#### Sconfitte (8)
| Torneo $100.000 (0) |
| Torneo $80.000 (0)  |
| Torneo $75.000 (0)  |
| Torneo $60.000 (0)  |
| Torneo $50.000 (0)  |
| Torneo $40.000 (1)  |
| Torneo $25.000 (5)  |
| Torneo $15.000 (2)  |
| Torneo $10.000 (0)  |

| N. | Data             | Torneo                                                | Superficie  | Avversaria in finale      | Punteggio        |
| 1. | 2 luglio 2017    | Hotspring Peninsula ITF Women's Circuit, Anning       | Terra rossa | Guo Shanshan              | 4-6, 4-6         |
| 2. | 5 maggio 2019    | Namangan ITF World Tennis Tour Event, Namangan        | Cemento     | Valerija Savinych         | 0-6, 6-4, 5-7    |
| 3. | 10 novembre 2019 | Cal-Comp & XYZprinting ITF World Tennis Tour, Hua Hin | Cemento     | Lesley Pattinama Kerkhove | 6(5)-7, 7-5, 5-7 |
| 4. | 31 ottobre 2021  | ITF Women's Sharm el-Sheikh, Sharm el-Sheikh          | Cemento     | Bai Zhuoxuan              | 6-4, 0-6, 4-6    |
| 5. | 20 marzo 2022    | Egypt Women's Future, Sharm el-Sheikh                 | Cemento     | Elena-Teodora Cadar       | 5-7, 3-6         |
| 6. | 26 febbraio 2023 | Santo Domingo Women's, Santo Domingo                  | Cemento     | Stacey Fung               | 6-2, 6(5)-7, 1-6 |
| 7. | 2 luglio 2023    | ITF World Tennis Tour Women's Hong Kong, Hong Kong    | Cemento     | Yang Ya-yi                | 6-1, 2-6, 1-6    |
| 8. | 9 luglio 2023    | ITF World Tennis Tour Women's Hong Kong, Hong Kong    | Cemento     | Wang Yafan                | 2-6, 3-6         |

### Doppio

#### Vittorie (33)
| Torneo $100.000 (1) |
| Torneo $80.000 (0)  |
| Torneo $75.000 (0)  |
| Torneo $60.000 (3)  |
| Torneo $50.000 (0)  |
| Torneo $40.000 (6)  |
| Torneo $25.000 (18) |
| Torneo $15.000 (4)  |
| Torneo $10.000 (1)  |

| N.  | Data             | Torneo                                                          | Superficie  | Compagna         | Avversaria in finale                       | Punteggio              |
| 1.  | 16 luglio 2016   | Sunrise Aluminium Women's Circuit, Hong Kong                    | Cemento     | Katherine Ip     | Alexandra Bozovic Kaylah McPhee            | 6-2, 6-2               |
| 2.  | 3 novembre 2018  | Liuzhou Open, Liuzhou                                           | Cemento     | Ye Qiuyu         | Lee So-ra Kang Jiaqi                       | 7-5, 6-3               |
| 3.  | 27 aprile 2019   | Andijan Combined Event, Andijan                                 | Cemento     | Tamara Čurović   | Amina Anšba Anastasia Dețiuc               | 6-2, 6-3               |
| 4.  | 4 maggio 2019    | Namangan Combined ITF World Tennis Tour Event, Namangan         | Cemento     | Rutuja Bhosale   | Anastasija Pribjlova Šalimar Talbi         | 6-4, 6-3               |
| 5.  | 27 luglio 2019   | ITF Pro Circuit, Nonthaburi                                     | Cemento     | Aldila Sutjiadi  | Akiko Ōmae Peangtarn Plipuech              | 7-6(2), 6-4            |
| 6.  | 3 agosto 2019    | ITF Pro Circuit, Nonthaburi                                     | Cemento     | Aldila Sutjiadi  | Wu Meixu Erika Sema                        | 6-2, 6-1               |
| 7.  | 12 ottobre 2019  | Gosen Cup, Makinohara                                           | Sintetico   | Aldila Sutjiadi  | Erina Hayashi Momoko Kobori                | 6(5)-7, 7-6(5), [10-4] |
| 8.  | 19 ottobre 2019  | Hamamatsu Women's Open, Hamamatsu                               | Sintetico   | Aldila Sutjiadi  | Sakura Hondo Ramu Ueda                     | 6-3, 6-4               |
| 9.  | 4 gennaio 2020   | Sunrise Aluminium Women's Circuit, Hong Kong                    | Cemento     | Wu Fang-hsien    | Moyuka Uchijima Zhang Ying                 | 7-6(2), 6-1            |
| 10. | 11 gennaio 2020  | Sunrise Aluminium Women's Circuit, Hong Kong                    | Cemento     | Mana Ayukawa     | Momoko Kobori Mei Yamaguchi                | 6-4, 6-3               |
| 11. | 16 ottobre 2021  | ITF Women's Sharm el-Sheikh, Sharm el-Sheikh                    | Cemento     | Cody Wong        | Karolina Vlcková Wang Jiaqi                | 6-2, 6-4               |
| 12. | 23 ottobre 2021  | ITF Women's Sharm el-Sheikh, Sharm el-Sheikh                    | Cemento     | Cody Wong        | Eri Shimizu Wu Ho-ching                    | 6-2, 6-0               |
| 13. | 6 novembre 2021  | ITF Women's Sharm el-Sheikh, Sharm el-Sheikh                    | Cemento     | Cody Wong        | Bai Zhuoxuan Punnin Kovapitukted           | 4-6, 6-1, [10-4]       |
| 14. | 26 novembre 2021 | Internazionali Tennis Val Gardena Südtirol, Ortisei             | Cemento (i) | Moyuka Uchijima  | Susan Bandecchi Ylena In-Albon             | 6-2, 1-6, [10-5]       |
| 15. | 3 dicembre 2021  | ITF Women Val Gardena Südtirol Raiffeisen, Selva di Val Gardena | Cemento (i) | Moyuka Uchijima  | Alicia Barnett Olivia Nicholls             | 7-5, 6-1               |
| 16. | 9 gennaio 2022   | Magic Tours, Monastir                                           | Cemento     | Cody Wong        | Ksenija Laskutova Fanny Östlund            | 7-6(3), 7-6(8)         |
| 17. | 16 gennaio 2022  | Magic Tours, Monastir                                           | Cemento     | Cody Wong        | Nuria Brancaccio Lisa Pigato               | 6-2, 6-3               |
| 18. | 22 gennaio 2022  | Magic Hotel Tours, Monastir                                     | Cemento     | Cody Wong        | Amina Anšba Marija Timofeeva               | 6-0, 6-1               |
| 19. | 29 gennaio 2022  | Magic Hotel Tours, Monastir                                     | Cemento     | Han Na-lae       | Hanna Kubarava Marija Timofeeva            | 7-5, 6-3               |
| 20. | 19 marzo 2022    | Egypt Women's Future, Sharm el-Sheikh                           | Cemento     | Cody Wong        | Karola Patricia Bejenaru Martha Matoula    | 6-3, 6-3               |
| 21. | 2 aprile 2022    | Tuks International, Pretoria                                    | Cemento     | Cody Wong        | Tímea Babos Valerija Savinych              | 5-7, 7-5, [11-13]      |
|     | 10 aprile 2022   | Tuks International, Pretoria                                    | Cemento     | Cody Wong        | Anna Rogers Christina Rosca                | N.D.                   |
| 22. | 16 aprile 2022   | Nottingham Tennis Centre, Nottingham                            | Cemento     | Cody Wong        | Isabelle Haverlag Ioana Loredana Roșca     | 6-2, 6-3               |
| 23. | 29 luglio 2022   | Open Castilla y León, Segovia                                   | Cemento     | Cody Wong        | Marta Huqi Gonzalez Maria Fernanda Navarro | 6–2, 4–6, [10–6]       |
| 24. | 15 aprile 2023   | Egypt Sharm ElSheikh Women's Future, Sharm el-Sheikh            | Cemento     | Emina Bektas     | Dar'ja Astachova Ekaterina Rejngol'd       | 6-2, 6-4               |
| 25. | 3 giugno 2023    | Montemor Ladies Open, Montemor-o-Novo                           | Cemento     | Arianne Hartono  | Naïma Karamoko Conny Perrin                | 6-2, 6-0               |
| 26. | 8 luglio 2023    | ITF World Tennis Tour Women's Hong Kong, Hong Kong              | Cemento     | Cody Wong        | Natsumi Kawaguchi Kanako Morisaki          | 7-5, 6-4               |
| 27. | 29 luglio 2023   | Figueira da Foz Ladies Open, Figueira da Foz                    | Cemento     | Arianne Hartono  | Alina Korneeva Anastasija Tichonova        | 6-3, 6-2               |
| 28. | 25 maggio 2024   | ITF NH Bank International Women's Tennis Tour, Goyang           | Cemento     | Liang En-shuo    | Luksika Kumkhum Peangtarn Plipuech         | 7-5, 6-4               |
| 29. | 1º giugno 2024   | Montemor Ladies Open, Montemor-o-Novo                           | Cemento     | Madeleine Brooks | Leonie Küng Evjalina Laskevič              | 6-4, 6-4               |
| 30. | 6 luglio 2024    | ITF World Tennis Tour Women's Hong Kong, Hong Kong              | Cemento     | Cody Wong        | Hiromi Abe Saki Imamura                    | 6–4, 3–6, [10–7]       |
| 31. | 24 novembre 2024 | Caloundra Tennis International, Caloundra                       | Cemento     | Cody Wong        | Naiktha Bains Ankita Raina                 | 6-3, 6-2               |
| 32. | 25 gennaio 2025  | Porto Women's Indoor, Porto                                     | Cemento (i) | Nika Radišić     | Noma Noha Akugue Tereza Valentová          | 7-6(5), 6-1            |
| 33. | 12 luglio 2025   | Corroios Ladies Open, Corroios-Seixal                           | Cemento     | Liang En-shuo    | Riya Bhatia Elena Micic                    | 6-1, 6-0               |

#### Sconfitte (17)
| Torneo $100.000 (1) |
| Torneo $80.000 (0)  |
| Torneo $75.000 (0)  |
| Torneo $60.000 (2)  |
| Torneo $50.000 (0)  |
| Torneo $40.000 (3)  |
| Torneo $25.000 (7)  |
| Torneo $15.000 (2)  |
| Torneo $10.000 (2)  |

| N.  | Data             | Torneo                                                | Superficie      | Compagna          | Avversaria in finale                | Punteggio        |
| 1.  | 8 agosto 2014    | Summer Cup, Astana                                    | Cemento         | Anna Grigorjan    | Ksenia Palkina Ekaterina Jašina     | 5-7, 3-6         |
| 2.  | 25 luglio 2015   | ITF Women's Circuit Hong Kong, Hong Kong              | Cemento         | Katherine Ip      | Choi Ji-hee Lee So-ra               | 2-6, 2-6         |
| 3.  | 24 giugno 2017   | Formosa Cup, Taipei                                   | Cemento         | Katherine Ip      | Cho I-hsuan Cho Yi-tsen             | 2-6, 3-6         |
| 4.  | 26 gennaio 2019  | ITF Women's Circuit Singapore, Singapore              | Cemento         | Zhang Ling        | Paige Hourigan Aldila Sutjiadi      | 2-6, 3-6         |
| 5.  | 23 febbraio 2019 | GanJiang New Area ITF World Tennis Tour, Nanchang     | Terra rossa (i) | Kim Da-bin        | Cao Siqi Zheng Wushuang             | 5-7, 6(4)-7      |
| 6.  | 17 agosto 2019   | ITF WTT Huangshan, Huangshan                          | Cemento         | Ye Qiuyu          | Jang Su-jeong Kim Na-ri             | 5-7, 1-6         |
| 7.  | 24 agosto 2019   | ITF World Tennis Tour Guiyang, Guiyang                | Cemento         | Aldila Sutjiadi   | Erika Takao Remi Tezuka             | 5–7, 5–7         |
| 8.  | 29 febbraio 2020 | Del Mar Financial Partners Inc. Open, Rancho Santa Fe | Cemento         | You Xiaodi        | Kayla Day Sophia Whittle            | 2-6, 7-5, [7-10] |
| 9.  | 30 ottobre 2021  | ITF Women's Sharm el-Sheikh, Sharm el-Sheikh          | Cemento         | Cody Wong         | Bai Zhuoxuan Punnin Kovapitukted    | 6-4, 2-6, [7-10] |
| 10. | 7 maggio 2022    | Nottingham Tennis Centre, Nottingham                  | Cemento         | Cody Wong         | Mana Ayukawa Alana Parnaby          | 5-7, 4-6         |
| 11. | 28 maggio 2022   | Città di Grado Tennis Cup, Grado                      | Terra rossa     | Liang En-shuo     | Alëna Fomina-Klotz Dalila Jakupovič | 1-6, 4-6         |
| 12. | 18 febbraio 2023 | Women's Santo Domingo, Santo Domingo                  | Cemento         | Nefisa Berberović | Darja Semeņistaja Sofia Sewing      | 3-6, 2-6         |
| 13. | 6 aprile 2024    | Kashiwa Open, Kashiwa                                 | Cemento         | Madeleine Brooks  | Ankita Raina Tsao Chia-yi           | 4-6, 4-6         |
| 14. | 20 aprile 2024   | Shenzhen Luohu Open, Shenzhen                         | Cemento         | Madeleine Brooks  | Arianne Hartono Prarthana Thombare  | 3-6, 2-6         |
| 15. | 8 giugno 2024    | Montemor Ladies Open, Montemor-o-Novo                 | Cemento         | Lucrezia Musetti  | Elena Micic Alana Parnaby           | 6(6)-7, 4-6      |
| 16. | 11 gennaio 2025  | ITF World Tennis Tour Presented by SAT, Nonthaburi    | Cemento         | Rutuja Bhosale    | Jang Su-jeong Zheng Wushuang        | 6-4, 0-6, [6-10] |
| 17. | 2 agosto 2025    | ITF Disa Gran Canaria, Maspalomas                     | Terra rossa     | Madeleine Brooks  | Magali Kempen Anna Sisková          | 2-6, 3-6         |